# Eugène de Mirecourt
Eugène de Mirecourt   (Mirecourt, 19 de novembre de 1812 - Port-au-Prince, 13 de febrer de 1880) Charles Jean-Baptiste Jacquot, va ser un periodista i escriptor francès.
Principal detractor d'Alexandre Dumas, va contribuir a dinamitzar la vida literària francesa de la segona meitat del segle XIX.

## Biografia
Eugène de Mirecourt era fill de Nicolas Jacquot i Marie-Joséphine Petit-Jean. Destinat al sacerdoci, Mirecourt es va formar al seminari i va preferir, quan va marxar, seguir la carrera de lletres. Després d'haver treballat durant un temps com a mestre de pensió a Chartres, s'inicià a París en els petits diaris, amb el pseudònim d'Eugène de Mirecourt.
Havia publicat uns quants contes quan va publicar amb Leupol una obra en tres volums, La lorraine (Nancy, 1839-1840), que va donar al seu nom una certa notorietat. Va ser llavors quan es va comprometre a donar a conèixer les nombroses col·laboracions que Alexandre Dumas havia fet servir en la sèrie de novel·les publicades amb aquest nom, amb el seu pamflet Fabrique de romans. Maison Alexandre Dumas & Cie  (1845), on denuncia el fet que l'obra de Dumas fos escrita per altres i contribueix així a donar a conèixer el significat figurat de la paraula "negro". Després d'haver fet comentaris insultants, degradants i deliberadament racistes en aquesta obra sobre l'aspecte, l'olor, la moral i el caràcter de "negre" d'Alexandre Dumas, aquest va presentar una denúncia i Eugène de Mirecourt va ser condemnat a sis mesos de presó i a una multa.
Després va publicar diverses novel·les, i amb Fournier va fer un drama, Mme de Tencin', que es va representar al francès. El seu pamflet contra Alexandre Dumas l'havia inspirat amb la idea de repassar, en publicacions semblants, totes les celebritats de l'època: el 1854, va iniciar la Galerie des Contemporaires, que va despertar tota la premsa contra ell. Aquesta galeria, en la qual ridiculitza diverses grans reputacions, va tenir un èxit momentani, que no es va veure perjudicat ni per les innombrables disputes, ni per la brillantor dels judicis plantejats contra l'autor per Jean-Marie de La Mennais, George Sand, Jules Janin, Pierre-Joseph Proudhon, Émile de Girardin, Louis Veuillot, Millaud, etc.
La Galerie des Contemporaires va ser iniciada l'any 1854 per Nicolas Roret i després presa per l'editor Gustave Havard; acabat el 1857, inclou diverses dotzenes de monografies publicades en petit format sota coberta groga i acompanyades d'un aiguafort generalment signat Charles Carey i d'un autògraf reproduït en línia. Aleshores, Mirecourt va fundar el diari Les Contemporains, que apareixia cada setmana i contenia un article biogràfic a cada número. Aquest diari, en què donava plena rega al seu humor mordaç, va plantejar disputes tan acalorades i tants judicis en què els tribunals sempre li van ser severs. Després d'una sèrie de condemnes, Les Contemporains va deixar de publicar-se. El 1867, Mirecourt va rellançar la seva col·lecció de monografies Contemporanis, que va completar el 1871, amb un total de 74 retrats, publicats sota el signe de la Librairie des Contemporains, situada al número 13 de la rue de Tournon. Com a joc, Commerson va publicar sota el títol Les Binettes Contemporaines chez Havard una sèrie de retrats carregats il·lustrats per Nadar el 1854-1855.
Victor Hugo va considerar que posseïa "un gran talent i un gran coratge" amb un estil "excel·lent i sòlid". Théodore de Banville li va dedicar un poema, el Mirecourt, el 1846.

## Final de la vida
El 1872, Mirecourt es va unir als dominics de Ploërmel, esdevingué sacerdot i fou enviat a ensenyar a Port-au-Prince, Haití, on morí.
Va tenir un fill, que va morir com a tinent a Bourges l'agost de 1866, i dues filles. Una es va fer monja, l'altra actriu, sota el nom d'Hélène Therval, que va morir als 32 anys el 1876.
Tot i que és rica en 80 novel·les i contes, 140 biografies i una vintena d'obres de teatre, l'obra d'Eugène de Mirecourt segueix sent en gran part desconeguda avui dia.

## Obra
- Maison Alexandre Dumas et Compagnie. Fabrique de Romans, 1845.

Col·lecció Les Contemporains. Homes de lletres, publicistes, etc., etc., 100 volums publicats a París per Roret després Gustave Havard de 1854 a 1858, i finalment de manera independent entre 1858 i 1860, biografies satíriques de celebritats i arts polítics i literàries, entre les quals destaquen:
- Méry, no 1, Sartorius et Roret, 1854.
- Giacomo Meyerbeer, Éd. J.-P. Roret & Cie, 1854.
- Rothschild, Havard, 1855 — text en línia [arxiu].
- Madame Anaïs Ségalas, Havard, 1856 — text en línia [arxiu].
- Confessions de Marion Delorme, Victor Bunel, 1856 — text en línia [arxiu].
- Rosa Bonheur, Gustave Havard, Paris, 1856. URL : https://gallica.bnf.fr/ark:/12148/bpt6k200564h
- Mémoires de Ninon de Lenclos, 1857.
- Nos voisins les Anglais. Simples notes dédiées aux visiteurs de l'Exposition de Londres, Humbert, 1862.
- Les vrais Misérables, Humbert, 1862 — dures crítiques a l'obra de Victor Hugo.
- La Bourse et les signes du siècle, E. Dentu et Humbert, 1863 — text en línia [arxiu].
- Avant, pendant et après la Terreur, Dentu, 1866 — obra revisada per Émile Zola el 12 d'abril de 1866.
- Col·lecció Les Contemporains. Portraits et silhouettes du XIXe siècle, represa de la col·lecció anterior amb algunes obres inèdites, a Achille Faure de 1866 a 1868, després a la Librairie des Contemporaries, fins a 1871, entre elles:
- Honoré de Balzac, 1869.